# Unicodeblock Tifinagh
Der Unicode-Block Tifinagh (2D30–2D7F) enthält die Schriftzeichen der Tifinagh-Schrift, der Schrift der Tuareg aus dem Volk der Berber. 

## Tabelle
Das Zeichen U+2D7F hat die Kategorie „Markierung ohne Extrabreite“, alle anderen Zeichen haben die bidirektionale Klasse „Links nach rechts“.
| Unicodenummer  | Zeichen (400 %) | Kategorie                               | Offizielle Bezeichnung                      | Beschreibung                                                   |
| -------------- | --------------- | --------------------------------------- | ------------------------------------------- | -------------------------------------------------------------- |
| U+2D30 (11568) | ⴰ               | anderer Buchstabe, Silbe oder Ideogramm | TIFINAGH LETTER YA                          | Tifinagh-Schriftzeichen Ya                                     |
| U+2D31 (11569) | ⴱ               | anderer Buchstabe, Silbe oder Ideogramm | TIFINAGH LETTER YAB                         | Tifinagh-Schriftzeichen Yab                                    |
| U+2D32 (11570) | ⴲ               | anderer Buchstabe, Silbe oder Ideogramm | TIFINAGH LETTER YABH                        | Tifinagh-Schriftzeichen Yabh                                   |
| U+2D33 (11571) | ⴳ               | anderer Buchstabe, Silbe oder Ideogramm | TIFINAGH LETTER YAG                         | Tifinagh-Schriftzeichen Yag                                    |
| U+2D34 (11572) | ⴴ               | anderer Buchstabe, Silbe oder Ideogramm | TIFINAGH LETTER YAGHH                       | Tifinagh-Schriftzeichen Yaghh                                  |
| U+2D35 (11573) | ⴵ               | anderer Buchstabe, Silbe oder Ideogramm | TIFINAGH LETTER BERBER ACADEMY YAJ          | Tifinagh-Schriftzeichen Berberakademie Yaj                     |
| U+2D36 (11574) | ⴶ               | anderer Buchstabe, Silbe oder Ideogramm | TIFINAGH LETTER YAJ                         | Tifinagh-Schriftzeichen Yaj                                    |
| U+2D37 (11575) | ⴷ               | anderer Buchstabe, Silbe oder Ideogramm | TIFINAGH LETTER YAD                         | Tifinagh-Schriftzeichen Yad                                    |
| U+2D38 (11576) | ⴸ               | anderer Buchstabe, Silbe oder Ideogramm | TIFINAGH LETTER YADH                        | Tifinagh-Schriftzeichen Yadh                                   |
| U+2D39 (11577) | ⴹ               | anderer Buchstabe, Silbe oder Ideogramm | TIFINAGH LETTER YADD                        | Tifinagh-Schriftzeichen Yadd                                   |
| U+2D3A (11578) | ⴺ               | anderer Buchstabe, Silbe oder Ideogramm | TIFINAGH LETTER YADDH                       | Tifinagh-Schriftzeichen Yaddh                                  |
| U+2D3B (11579) | ⴻ               | anderer Buchstabe, Silbe oder Ideogramm | TIFINAGH LETTER YEY                         | Tifinagh-Schriftzeichen Yey                                    |
| U+2D3C (11580) | ⴼ               | anderer Buchstabe, Silbe oder Ideogramm | TIFINAGH LETTER YAF                         | Tifinagh-Schriftzeichen Yaf                                    |
| U+2D3D (11581) | ⴽ               | anderer Buchstabe, Silbe oder Ideogramm | TIFINAGH LETTER YAK                         | Tifinagh-Schriftzeichen Yak                                    |
| U+2D3E (11582) | ⴾ               | anderer Buchstabe, Silbe oder Ideogramm | TIFINAGH LETTER TUAREG YAK                  | Tifinagh-Schriftzeichen Tuareg Yak                             |
| U+2D3F (11583) | ⴿ               | anderer Buchstabe, Silbe oder Ideogramm | TIFINAGH LETTER YAKHH                       | Tifinagh-Schriftzeichen Yakhh                                  |
| U+2D40 (11584) | ⵀ               | anderer Buchstabe, Silbe oder Ideogramm | TIFINAGH LETTER YAH                         | Tifinagh-Schriftzeichen Yah                                    |
| U+2D41 (11585) | ⵁ               | anderer Buchstabe, Silbe oder Ideogramm | TIFINAGH LETTER BERBER ACADEMY YAH          | Tifinagh-Schriftzeichen Berberakademie Yah                     |
| U+2D42 (11586) | ⵂ               | anderer Buchstabe, Silbe oder Ideogramm | TIFINAGH LETTER TUAREG YAH                  | Tifinagh-Schriftzeichen Tuareg Yah                             |
| U+2D43 (11587) | ⵃ               | anderer Buchstabe, Silbe oder Ideogramm | TIFINAGH LETTER YAHH                        | Tifinagh-Schriftzeichen Yahh                                   |
| U+2D44 (11588) | ⵄ               | anderer Buchstabe, Silbe oder Ideogramm | TIFINAGH LETTER YAA                         | Tifinagh-Schriftzeichen Yaa                                    |
| U+2D45 (11589) | ⵅ               | anderer Buchstabe, Silbe oder Ideogramm | TIFINAGH LETTER YAKH                        | Tifinagh-Schriftzeichen Yakh                                   |
| U+2D46 (11590) | ⵆ               | anderer Buchstabe, Silbe oder Ideogramm | TIFINAGH LETTER TUAREG YAKH                 | Tifinagh-Schriftzeichen Tuareg Yakh                            |
| U+2D47 (11591) | ⵇ               | anderer Buchstabe, Silbe oder Ideogramm | TIFINAGH LETTER YAQ                         | Tifinagh-Schriftzeichen Yaq                                    |
| U+2D48 (11592) | ⵈ               | anderer Buchstabe, Silbe oder Ideogramm | TIFINAGH LETTER TUAREG YAQ                  | Tifinagh-Schriftzeichen Tuareg Yaq                             |
| U+2D49 (11593) | ⵉ               | anderer Buchstabe, Silbe oder Ideogramm | TIFINAGH LETTER YI                          | Tifinagh-Schriftzeichen Yi                                     |
| U+2D4A (11594) | ⵊ               | anderer Buchstabe, Silbe oder Ideogramm | TIFINAGH LETTER YAZH                        | Tifinagh-Schriftzeichen Yazh                                   |
| U+2D4B (11595) | ⵋ               | anderer Buchstabe, Silbe oder Ideogramm | TIFINAGH LETTER AHAGGAR YAZH                | Tifinagh-Schriftzeichen Ahaggar Yazh                           |
| U+2D4C (11596) | ⵌ               | anderer Buchstabe, Silbe oder Ideogramm | TIFINAGH LETTER TUAREG YAZH                 | Tifinagh-Schriftzeichen Tuareg Yazh                            |
| U+2D4D (11597) | ⵍ               | anderer Buchstabe, Silbe oder Ideogramm | TIFINAGH LETTER YAL                         | Tifinagh-Schriftzeichen Yal                                    |
| U+2D4E (11598) | ⵎ               | anderer Buchstabe, Silbe oder Ideogramm | TIFINAGH LETTER YAM                         | Tifinagh-Schriftzeichen Yam                                    |
| U+2D4F (11599) | ⵏ               | anderer Buchstabe, Silbe oder Ideogramm | TIFINAGH LETTER YAN                         | Tifinagh-Schriftzeichen Yan                                    |
| U+2D50 (11600) | ⵐ               | anderer Buchstabe, Silbe oder Ideogramm | TIFINAGH LETTER TUAREG YAGN                 | Tifinagh-Schriftzeichen Tuareg Yagn                            |
| U+2D51 (11601) | ⵑ               | anderer Buchstabe, Silbe oder Ideogramm | TIFINAGH LETTER TUAREG YANG                 | Tifinagh-Schriftzeichen Tuareg Yang                            |
| U+2D52 (11602) | ⵒ               | anderer Buchstabe, Silbe oder Ideogramm | TIFINAGH LETTER YAP                         | Tifinagh-Schriftzeichen Yap                                    |
| U+2D53 (11603) | ⵓ               | anderer Buchstabe, Silbe oder Ideogramm | TIFINAGH LETTER YU                          | Tifinagh-Schriftzeichen Yu                                     |
| U+2D54 (11604) | ⵔ               | anderer Buchstabe, Silbe oder Ideogramm | TIFINAGH LETTER YAR                         | Tifinagh-Schriftzeichen Yar                                    |
| U+2D55 (11605) | ⵕ               | anderer Buchstabe, Silbe oder Ideogramm | TIFINAGH LETTER YARR                        | Tifinagh-Schriftzeichen Yarr                                   |
| U+2D56 (11606) | ⵖ               | anderer Buchstabe, Silbe oder Ideogramm | TIFINAGH LETTER YAGH                        | Tifinagh-Schriftzeichen Yagh                                   |
| U+2D57 (11607) | ⵗ               | anderer Buchstabe, Silbe oder Ideogramm | TIFINAGH LETTER TUAREG YAGH                 | Tifinagh-Schriftzeichen Tuareg Yagh                            |
| U+2D58 (11608) | ⵘ               | anderer Buchstabe, Silbe oder Ideogramm | TIFINAGH LETTER AYER YAGH                   | Tifinagh-Schriftzeichen Ayer Yagh                              |
| U+2D59 (11609) | ⵙ               | anderer Buchstabe, Silbe oder Ideogramm | TIFINAGH LETTER YAS                         | Tifinagh-Schriftzeichen Yas                                    |
| U+2D5A (11610) | ⵚ               | anderer Buchstabe, Silbe oder Ideogramm | TIFINAGH LETTER YASS                        | Tifinagh-Schriftzeichen Yass                                   |
| U+2D5B (11611) | ⵛ               | anderer Buchstabe, Silbe oder Ideogramm | TIFINAGH LETTER YASH                        | Tifinagh-Schriftzeichen Yash                                   |
| U+2D5C (11612) | ⵜ               | anderer Buchstabe, Silbe oder Ideogramm | TIFINAGH LETTER YAT                         | Tifinagh-Schriftzeichen Yat                                    |
| U+2D5D (11613) | ⵝ               | anderer Buchstabe, Silbe oder Ideogramm | TIFINAGH LETTER YATH                        | Tifinagh-Schriftzeichen Yath                                   |
| U+2D5E (11614) | ⵞ               | anderer Buchstabe, Silbe oder Ideogramm | TIFINAGH LETTER YACH                        | Tifinagh-Schriftzeichen Yach                                   |
| U+2D5F (11615) | ⵟ               | anderer Buchstabe, Silbe oder Ideogramm | TIFINAGH LETTER YATT                        | Tifinagh-Schriftzeichen Yatt                                   |
| U+2D60 (11616) | ⵠ               | anderer Buchstabe, Silbe oder Ideogramm | TIFINAGH LETTER YAV                         | Tifinagh-Schriftzeichen Yav                                    |
| U+2D61 (11617) | ⵡ               | anderer Buchstabe, Silbe oder Ideogramm | TIFINAGH LETTER YAW                         | Tifinagh-Schriftzeichen Yaw                                    |
| U+2D62 (11618) | ⵢ               | anderer Buchstabe, Silbe oder Ideogramm | TIFINAGH LETTER YAY                         | Tifinagh-Schriftzeichen Yay                                    |
| U+2D63 (11619) | ⵣ               | anderer Buchstabe, Silbe oder Ideogramm | TIFINAGH LETTER YAZ                         | Tifinagh-Schriftzeichen Yaz                                    |
| U+2D64 (11620) | ⵤ               | anderer Buchstabe, Silbe oder Ideogramm | TIFINAGH LETTER TAWELLEMET YAZ              | Tifinagh-Schriftzeichen Tawellemet Yaz                         |
| U+2D65 (11621) | ⵥ               | anderer Buchstabe, Silbe oder Ideogramm | TIFINAGH LETTER YAZZ                        | Tifinagh-Schriftzeichen Yazz                                   |
| U+2D66 (11622) | ⵦ               | anderer Buchstabe, Silbe oder Ideogramm | TIFINAGH LETTER YE                          | Tifinagh-Schriftzeichen Ye                                     |
| U+2D67 (11623) | ⵧ               | anderer Buchstabe, Silbe oder Ideogramm | TIFINAGH LETTER YO                          | Tifinagh-Schriftzeichen Yo                                     |
| U+2D6F (11631) | ⵯ               | modifizierender Buchstabe               | TIFINAGH MODIFIER LETTER LABIALIZATION MARK | Tifinagh-Schriftzeichen modifizierendes Labialisierungszeichen |
| U+2D70 (11632) | ⵰               | andere Interpunktion                    | TIFINAGH SEPARATOR MARK                     | Tifinagh-Zeichen Separator                                     |
| U+2D7F (11647) | ◌⵿◌              | Markierung ohne Extrabreite             | TIFINAGH CONSONANT JOINER                   | Tifinagh-Konsonantenvereiniger                                 |